# Воронежское художественное училище
Воронежское художественное училище — художественное училище в Воронеже.

## История
В 1974 году было открыто художественное отделение в Воронежском музыкальном училище. Четыре года спустя оно было реорганизовано в отдельное учебное заведение — Воронежское художественное училище — приказом Министерства культуры РСФСР. Первоначальное становление и развитие училища происходило благодаря помощи со стороны управления культуры Воронежской области, воронежского отделения Союза художников.
Первыми преподавателями художественного училища были М. Ф. Ахунов, В. К. Знатков, Заслуженный художник РСФСР В. А. Пресняков, Е. Я. Пошивалов, В. В. Шаврин и его первый директор Лариса Фёдоровна Агошкова.
В 1978 году состоялся первый выпуск (около 30 человек).
В 2010 году конкурс составлял 3 человека на место. К 2014 году училищем подготовлено около 1,6 тысячи выпускников.
В настоящее время ведется подготовка учащихся по специальностям: «Живопись», «Дизайн», «Декоративно-прикладное искусство и народные промыслы». При содействии преподавателей училища в 1994 году был открыт живописный факультет ВГАИ.
Директор училища — С. П. Гулевский — Заслуженный работник культуры РФ, член Союза художников, награждён знаком отличия «За заслуги перед Воронежской областью».

## Выставки
Весной 2006 года успешно прошла в залах МГАХИ им. В. И. Сурикова (Москва) выставка дипломных и курсовых работ студентов училища.
В 2014 году к 40-летию училища в музее Крамского (Воронеж) прошла выставка картин выпускников училища. На выставке было представлено 300 работ, и она стала крупнейшей из всех ранее проводимых училищем — до этого в 2004 году на 30-летие училища на выставке в этом же музее экспонировались 150 работ.